# Єппе Ок'єр
Єппе Ок'єр (ˈɔːkεːr; англ. Jeppe Aakjær; (10 вересня 1866 , Åkærd, Центральна Ютландія  — 22 квітня 1930 , Сківе, Центральна Ютландія ) — данський поет та прозаїк, учасник «Ютландського руху» в данській літературі". Регіоналіст, більшість його творів стосувалися його рідної Ютландії з описом життя бідних жителів сільської місцевості.

## Походження та навчання
Єппе народився 10 вересня 1866 року в багатодітній родині Єнса Педера Йенсена та Кетрін Марі у Флі в Ютландії, невеликому селі поблизу Сківе. Його батько був фермером, і Єппе в молодому віці навчився сімейному ремеслу, працював пастухом. Батько був прихильником партії Венстре (лібералів). Його рання праця та погляди батька вплинули на світогляд Єппе, оскільки він з самого початку виявив сильні ліберальні нахили. На фермі, на якій проживала сім'я, також проживав його дідусь, згідно домовленості під назвою aftægt, за якою батьки передають право власності на ферму / бізнес у обмін на кімнату та харчування до смерті. У багатьох випадках ця система не працювала належним чином, а у випадку сім'ї Єппе Ок'єра його дід був тираном, пиякою, який говорив нецензурними словами. Досвід спілкування також проявилось в наступні роки, коли він виступав проти системи у своїх творах, зокрема в Paa Aftægt: En Fortælling (На пенсії: історія, 1907), Vredens Børn: Et Tyendes Saga (Діти гніву: слуга Сага, 1907) та Bondens Søn: Skildringer fra Fjends Herred (Селянський син: Картинки з району Ф'єнд, 1899)
Шкільне навчання, хоча уряд Данії зробив його обов'язковим для всіх дітей, не було важливим для більшості сільських сімей, і Єппе не був винятком. Спочатку він проводив більше часу, працюючи на фермі, ніж у школі. Ситуація змінилася в 1882 році, коли вчитель Нільс Якобсен почав викладати в школі в Флаї. Хлопець переконав своїх батьків відправити його до Стейбі для відвідування однієї з народних шкіл. У 1884 році батьки дозволили йому поїхати до Копенгагена для навчання в педагогічному коледжі Блаагаарда. Тут він інтенсивно навчався у Якобсена, щоб здобути фах викладача. Однак Єппе Ок'єр не одержав диплому, бо покинув навчання одразу після вступних іспитів.

## Рання творчість
Перший досвід письменницької діяльності Єппе Ок'єр відбувся вже під час навчання в школі в Стабі в 1883 році. Він почав публікувати матеріали для журналу Skattegraveren («Мисливець за скарбами»), який редагував Евальд Танг Крістенсен. Цей журнал спеціалізувався на фольклорі, яким захоплювався Єппе. Протягом своєї молодості Єппе чув і запам'ятав багато історій, анекдотів, байок та інших коротких літературних творів. Протягом наступних кількох років він зібрав і подав до редакції понад триста оповідань, загадок, пісень, більшість із яких було опубліковано. Книга Єппе Ок'єра Jydske Folkeminder VIII: Sagn og Overtro fra Jylland (Ютландський фольклор VIII: Легенди та забобони з Ютландії, 1886) містила принаймні 77 із цих раніше опублікованих робіт. Молодий автор також надіслав свої літературні праці для Евальд на рецензію, надсилаючи також копії журналів протягом багатьох років. Така співпраця триватиме протягом усього життя. Такі ранні спроби літературної діяльності вплинули на всю подальшу кар'єру Єппе Ок'єра. Його книга Po fir glowend Pæl: Fra jen si bitte Tid: En Sagnsamling (На чотирьох стовпах, що освітлюють моє дитинство: збірка міфів, 1923) була компіляцією з 26 цих легенд, дія яких відбувається в туманну ніч на перевалі Davbjærg.
Цим та іншими творами він демонстрував свою здатність виражати безпосередність народного фольклору, розвиваючи ютландський діалект. Іншим гарним прикладом уміння поєднувати фольклор з відомими темами з легенд стала його рання книга Jens Langkniv: Af Fjends Herreds Krønike bog (Єнс Лонгнайф: З хронік округу Ф'єнд, 1915). У цій книзі Єппе Ок'єр продемонстрував свою майстерність з поєднання сюжетів народних казок з історичними аспектами данського знахарства та чарівництва XVI століття. Така здатність до творчості не обмежувалася його оповіданнями, оскільки Єппе також продемонстрував свій талант у поезії, наприклад, у Bjergmands-snak («Розмова мешканця кургану», 1949) у дуже довгому вірші.

## Літературна кар'єра

### Ранні твори
Під час навчання в Копенгагені Єппе Ок'єр був зачарований можливостями великого міста. Він активно розвивав свій творчий потенціал під впливом тодішніх письменників Георга Брандеса та Віго Хорупа, а також політиків, зокрема Єнса Буска. У 1886 році 20-річний Єппе залишив Копенгаген, щоб працювати зі своєю родиною на фермі. Саме в цей час молодий письменник також почав читати лекції в народних школах, подорожуючи регіоном. Лекції Єппе Ок'єра мали політичний відтінок, бо він намагався «розбудити дух опору» серед робітників і фермерів. Періодично такі погляди владою розглядалися порушенням правил, тому у 20-річному віці його відправили до в'язниці за виступ у Віборзі. Будучи відвертим соціалістом, Ок'єр приєднався до партії соціал-демократів, а потім переїхав до Копенгагена, де працював коректором і журналістом. Взимку 1887—1888 років Єппе їздив до Аскова в США, де навчався в народній школі. Звідти він переїхав до Ельбека, де пробув до 1890 року. В Ельбеку Ок'єр викладав у школі, але після першого досвіду викладацької діяльності вирішив, що це не може бути сенсом його подальшого життя.
У 1890 році Єппе Ок'єра призвали до армії, де він спочатку був призначений в піхоту в Сківе. Через деякий час перевели до Копенгагена, що також тривало недовго. Через шість тижнів після першого призову він був звільнений через проблеми із зором. Після завершення військової кар'єри знадобилося більше грошей і він знову спробував вчителювати. Спочатку Єппе повернувся до Ельбека в 1891 році, а потім перейшов до школи, якою керував Мортен Понтоппідан. У 1892 році знову вирішив, що вчительське життя не для нього. Тому Ок'єр повернувся до Копенгагена, щоб продовжити навчання, цього разу з історії. У 1893 році він познайомився з Марі Брегендаль і одружився з нею. Ці стосунки, в результаті яких народився син Свенд, не були яскравою подією в житті данського поета, і сім років, які він прожив у шлюбі з Марі, були роками, які хотілося забути. Під час останніх студентських років він більше брав участь в управлінні закладу освіти і навіть був обраний до виконавчого комітету. Єппе Ок'єр обіймав цю посаду кілька років. У 1895 році отримав ступінь studentereksamen (освітній ступінь бакалавра), а в 1896 році — освітньо-науковий ступінь кандидата. Протягом наступних двох років продовжував вивчати історію в Копенгагенському університеті, після чого покинув академічну кар'єру через фінансові проблеми та почав професійно писати літературні праці. Єппе Ок'єра взяли на посаду коректора /редактора, а згодом і журналіста.

### Діяльність в редакціях газет
Спочатку Єппе Ок'єр працював редактором у лівій реформаторській газеті Politiken, якою керував Едвард Брандес. Працюючи в цій редакції, 33-річний Єппе вперше став відомим завдяки написаній статті Missionen og dens Høvding («Місія та її начальник», 1897). У цьому творі він критикує концепцію християнства загалом і, зокрема, підтримує лютеранський рух Вільгельма Бека «Внутрішня місія». Тут він говорить про небезпеку, пов'язану з цим, частково через той факт, що будучи селянином за своїм походженням та жив на малій батьківщині, яку він любив. Брандес був вражений рівнем таланту і підвищив його до посади дописувача (журналіста).
Через деякий час Єппе Ок'єр перейшов до редакції газети Копенгаген, де провів кілька неповторних років. У 1899 році, помінявши знову редакцію, цього разу на Provinspresse, соціал-демократичне видання, він став парламентським кореспондентом і став ще більш відомим діячем. Єппе працював у редакції цієї газети до 1903 року. Пізніше в життєписі Ок'єр не надто позитивно оцінював свою діяльність газетником, оскільки відчував, що це позбавило його можливості продуктивно займатися літературною творчістю. Проте він підтримував співпрацю з Брандесом, який продовжував давати хороші відгуки про його книги.
У 1899 році Єппе Ок'єр написав свій перший великий літературний твір Bondens Søn (Селянський син), в якому в автобіографічній манері розповідається про бідного ютландця Єнса. Він переїжджає до Копенгагена, де протистоїть консервативному християнству, яке прищепив йому дід. Згодом Єнс повертається додому з дівчиною, але замість бажання поринути у комфортне мікроклімат дитинства він отримує відчуття провінційності та критику свободи, яку дає велике місто. Згодом він успадковує батьківську ферму, одружується з коханою дівчиною, але ніколи не піддається традиційній селянській культурі. Деякі критики вважали твір наївним, однак це була перша спроба Єппе поєднати культурні та політичні проблеми в одне ціле.

### Літературний успіх
Ок'єр намагався надрукувати книжку у видавництві Gyldendal, але спочатку отримав відмову, хоча його шукав один із її редакторів, Петер Нансен. Натомість він знайшов місцевого власника книжкового магазину В. Оскара Сотофте, який опублікував його перший роман. Невдовзі після цього Єппе випустив збірку попередніх творів « Derude fra Kjærne» (1899). Подальша співпраця припинилася через кілька протирічь. По-перше, Ок'єру не подобалися варіанти обкладинок, які обрав Оскар. По-друге, він відчував, що маркетингові здібності Оскара були дуже обмежені, і, нарешті, коли Ок'єр захотів випустити збірку коротких оповідань як одну книгу, Оскар заперечив і натомість запропонував випустити двома виданнями. Збірка Vadmelsfolk: Hedefortællinger (1900) була випущена приблизно на Різдво 1900 року. Через низькі продажі Єппе почав шукати нового видавця.
Ґільдендаль, який тепер переконався у великому таланті письменника та особливому стилі його творів, не мав жодних проблем налагодити стосунки з Єппе, і вони почали з випуску другої збірки оповідань «Fjandboer: Fortællingen fra Heden» («Мешканці Ф'янда: історії з Гедена», 1901). Згодом майже всі його книги були опубліковані в Gyldendal, окрім, Pigen fra Limfjorden: Roman (Дівчина з Лімфіорду: роман, 1921), яку він опублікував у невеличкому видавництві Danske Forfatteres Forlag. Його стосунки з Ґільдендалом не завжди були сприятливими, оскільки з часом він почав ображатися через велику вимогливість. Він також спочатку не мав вигідної для себе угоди з видавництвом, оскільки йому виділяли 150 крон авансу щомісяця (трохи вище прожиткового мінімуму). Однак за умовами йому потрібно було виконати значний обсяг роботи, що йому не вдалося зробити. Згодом він заборгував перед видавцем 8000 крон. Єдине, що йому вдалося зробити, це зберігти права на всі свої роботи, що було рідким явищем на той час.
На рубежі століть Єппе розпочав справу, на виконання якої знадобилося кілька років і більша частина його часу. Цей проєкт був біографією Стена-Стенсена Бліхера. За підтримки Гілдендала він провів незліченну кількість годин, тижнів і місяців, переглядаючи архіви по всій країні. Твір Steen Steensen Blichers Livs-Tragedie i Breve og Aktstykker (Життєва трагедія Стенсена Бліхера в листах і документах, 1903—1904) було видано за передплатою загальним обсягом 36 томів. Твір не був фінансово успішним; однак з часом стало відомо, що це літературний шедевр, який здійснив значний внесок в історію літератури Данії.
Наступний проєкт Єппе Ок'єра відхилився від його типового тарифу, і в 1905 і 1906 роках він випустив серію поетичних творів: Fri Felt: En Digstamlin (Відкрите поле: збірка віршів, 1905), Rugens Sange og Andre Digte (Пісні жита та інші). Вірші, 1906). Другу книгу загалом вважали його найкращою роботою за всю історію, зокрема,Єнс Лангкнів (Jens Longknife). Він писав ці вірші, живучи у друзів, і замість політичної діяльності вони стосувалися краси сільського життя. Пізніше Єппе згадував, як натхненням для написання віршів були довгі прогулянки наодинці, де він відбивав ритм ногами, створюючи слова. Велику частину натхнення черпав у Роберта Бернса, який, на думку Єппе Ок'єра зміг вловити відтінки сільського діалекту, красу землі, емоції життя фермерів і повсякденні ритми існування. У своєму творі Esper Tækki: En Sallingbo-Empe (1913) він спирався на вірш Роберта Бернса Tam O'Shanter.
У 1906 році Єппе Ок'єр отримав стипендію Anckerske Legat (стипендію Anckerske) і почав подорожувати Європою зі своїм товаришем Лауріцем Ларсеном. Після певного періоду перебування на континенті він сам поїхав до Шотландії, щоб познайомитися з роботами Роберта Бернса та отримати натхнення від них. Саме під час цієї подорожі у нього стався рецидив хронічної хвороби травлення. Це заважало йому довго перебувати в поїздці, і він мав лише ще один шанс подорожувати. У 1913 році Єппе зміг подорожувати Німеччиною, Нідерландами, Бельгією та Англією разом зі своїм сином. Під час цієї останньої поїздки знову стався рецидив хвороби, цього разу болісним пухирем на нозі, і він пропустив свою частину Шотландії.

### Поезія
У 1907 році Єппе Ок'єр перетворив ділянку землі, яку він придбав у 1905 році, на свою ферму Jenle. Потім, того ж року, він одружився вдруге, цього разу з художницеюНанною Крог. Цей шлюб був протилежністю його першого, оскільки був щасливим і довгим. Разом у них народилося двоє дітей: син Есбен та дівчинка Солвейг. У 1908 році держава видавала йому стипендію у розмірі 800 крон на рік, що разом із його гонораром за видані книжки забезпечувало для родини фінансову безпеку. У 1910 році Єппе започаткував зустрічі, що згодом (до 1929 року) стали щорічним народним фестивалем Jenlefest. Вони стали відомими завдяки участі тут політиків, літературних діячів та фермерів. У 1907 році Ок'єр також перейшов до написання драматургії, написавши твір Livet paa Hegnsgaard: Bondekomedie i fire Akter (Життя на фермі Хеґнса: сільська комедія в чотирьох діях). П'єса була спочатку написана (більша частина) в 1901 році, але була відхилена Народним театром у Копенгагені. Коли друг переконав Єппе закінчити твір у 1907 році, це стало комерційним успіхом, хоча він був не дуже задоволений здатністю актора вловлювати нюанси Ютландії. Його наступна п'єса, «Син вовка : п'єса в чотирьох діях» (1909), принесла з собою соціальні ідеї, подібні до Vredens Børn. У 1911 році Ок'єр випустив, як він вважав, свою найкращу п'єсу «Naar Bønder elsker: Skuespil i femn Akter» («Кохання селянина: п'єса на п'ять актів», 1911), яка не отримала такого гарного прийому, як його попередні п'єси. Останні дві його п'єси, Himmelbjærgpræsten: Et Skuespil (Міністр Гіммельб'ярга: п'єса, 1917) та Rejsegildet: Skuespil i 5 Akter (Гільдія подорожей: п'єса в 5 діях, 1925) ніколи не ставилися.
У 1911 році письменник опублікував свою найбільш суперечливу працю «Af Gammel Jehannes hans Bivelskistaarri: En bette Bog om stur' Folk» («З біблійних оповідань старої Жанни: маленька книга про великий народ», 1911), де він переказує біблійні історії від імені оповідача, який використовує ютландський діалект, щоб бути зрозумілим та відповідати соціальному та культурному середовищу. Критики стверджували, що цей твір богохульний, тоді як він вважав, що вдалося зробити біблійні історії більш доступними. Він продовжував писати на релігійні та соціально критичні теми, серед інших, Hvor der er gjærende Kræfter: Landarbejderroman (Де є сили бродіння: роман про фермера, 1916), Af min Hjemstavns Saga: Lidt Bondehistorie (з книги «Мій провінційний мудрець: Маленький фермер»). Повість, 1919). Він також продовжував писати свою ідилічну поезію в кількох збірках, Vejr og Vind og Folkesind: Digte (Дощ, вітер і народний дух: вірші, 1916), Hjærtegræs og Ærenpris: Digtsamling (Єртеграс і Еренпрізе: збірка віршів, 1921), а також Under Aftenstjernen: Digte (Під вечірньою зорею: вірші, 1927).

### Смерть
Наближаючись до кінця свого життя, Єппе більше зосереджувався на написанні мемуарів, а також історичних творів. Його мемуари склали чотири томи, Fra min Bitte-Tid: En Kulturhistorisk Sevbiografi (З мого дитинства: культурно-історична автобіографія, 1928), Drengeaar og Knøseaar: Kilderne Springer og Bækken gaar (Роки хлопців і роки Кньосе: Джерела б'ють, струмок тече, 1929), Før det dages: Minder fra Halvfemserne (Перед світанком: Спогади з дев'яностих, 1929) та Efterladte Erindringer: Fra Tiden Omkring Aarhundred-Skiflet og Fremefter (Посмертні спогади: з часів на рубежі століть і пізніше), 1934). Більшість його автобіографічних творів були написані, коли він хворів та постійно працював у ліжку від нападу гангрени. Через два роки Єппе Ок'єр помер 22 квітня 1930 року від серцевого нападу на 64-му році життя.

## Ютландський рух
Будучи членом так званого Ютландського руху, Єппе Ок'єр зосереджувався на своїй письменницькій діяльності на рідній землі. Серед інших членів групи були Йоганнес В. Єнсен та Якоб Кнудсен. Їх об'єднала любов до рідної землі та любов писати про цю землю. Коли Єппе подорослішав, він задумався, чому в цьому русі ніколи не було справжнього лідера. У своїх спогадах він стверджує,
Alle de andre Litteraturretninger havde fra første Færd haft en Fører. Romantikken havde Johan Ludvig Heiberg og adskillige andre. Реалізм від 1970-х років, створений Георгом Брандесом, den utrætteligste Lansedrager, для den ny Tid. Halvfemsernes Maaneskindsmænd havde CE Jensen. . . Men den jydske Retning fik ikke sin egen Kritiker. Den Mand kom aldrig frem og har ikke vist sig endnu, der forstod den inderste Nerve i den jydske Retnings Litteratur.
Усі інші літературні течії від самого початку мали керівництво. Романтизм мав Йогана Людвіга Гейберга та інших. Реалізм 1870-х років мав Георга Брандеса, найневтомнішого персонажа нового часу. Чоловіки місячного світла дев'яностих мали Карла Еміля Єнсена…
Але ютландська школа ніколи не мала свого критика. Той чоловік ніколи не виступав і не виступає до цього дня, який розумів внутрішній нерв літератури Ютландської школи.

## Найвідоміші літературні праці
Відомі романи Ок'єра, зокрема Bondens Søn («Селянський син», 1899) та Vredens børn, et tyendes saga («Діти гніву: сага про наймита», 1904), розкривають його непохитну прихильність до розкриття соціальних проблем у суспільстві. Останній є сільською данською відповіддю на "Джунглі " Ептона Білла Сінклера і багато в чому викликав той самий ефект, але в меншому масштабі. Єппе Ок'єр також написав Hvor Bønder bor («Там, де живуть фермери», 1908), Arbejdets Glæde («Радість праці», 1914), та Jens Langkniv («Єнс Лангкнів», 1915), про данського розбійника, який очолив партизанський рух проти німців у XVII столітті. Багато казок і оповідань розповідають про скромне, повне проблем життя молодих хлопців і конюхів, що працювали на фермах, написані з глибоким гнівом і бойовим духом. Він також написав кілька п'єс, таких як Livet paa Hegnsgaard («Життя на фермі Хеґн», 1907), а також біографію свого попередника, Стена-Стенсена Бліхера.
Творчість Єппе Ок'єра найвідоміша, головним чином, своєю поезією. Його вірші, в тому числі знамениті Fri feel («Вільні поля»; 1905), Rugens sange («Пісні про жито»; 1906) та «Мандрівки Геймдаля» (1924), наповнені вдячністю селянам за вирощений врожай. Через їхню ліричну якість багато з цих віршів використовувалися як декорації для пісень різними скандинавськими композиторами XX століття, зокрема, Карла Нільсена.  У цих піснях він оспівує болота свого краю, місця свого дитинства та бідне життя в країні, часто перемикаючись між суворим реалізмом, любов'ю до природи та сентиментальною ностальгією. Деякі його вірші написані ютландським діалектом. Серед його найвідоміших тем — кохана Джеґ ер Хаврен («Я — Овес»); Єнс Вейманд, данина поваги зношеній дорожній техніці; Ютландія та Historiens Sang («Пісня історії»). Як поет Ок'єр проявив себе агітатором, пише бойові пісні для робітничого класу.
Ок'єр — один із найулюбленіших данських поетів XX століття. Як ютландський регіоналіст та письменник він є спадкоємцем Стена-Стенсена Бліхера. Але його також надихнула творчість Роберта Бернса, чий Auld lang syne він переклав ютландським діалектом. Разом із Йоганнесом Вільгельмом Єнсеном та Мартіном Андерсеном-Нексе він є одним із видатних «нових реалістів» 1910-х років, хоча ніколи не був настільки відомим за межами Данії. Багато в чому Єппе Ок'єр є літературною фігурою переходу між старою сільською культурою та сучасною соціалістичною агітацією. Як бичувач суспільства він був популярний навіть серед своїх опонентів.
Його першою дружиною була письменниця Марі Брегендаль, відома своїми краєзнавчими працями.

## Овес
Вірш Aakjær Havren (Овес) був вперше опублікований у поетичній збірці Єппе Ок'єра "Vejr og Vind og Folkesind " у 1916 році. Як й інші його поезії, це здебільшого салют природі, на відміну від розповсюдженої в більшості творів політичної агітації. «Гаврен» — поема з дванадцяти віршів, мелодію до якої в 1917 році написав Аксель Агербі. В наш час виконується лише сім чи вісім з оригінальних дванадцяти куплетів, і пісню часто називають Jeg er havren (Я — овес).
| Оригінальний вірш данською мовою HAVREN Jeg er Havren. Jeg har Bjælder paa, mer end tyve, tror jeg, paa hvert Straa. Bonden kalder dem for mine Fold. Gud velsigne ham, den Bondeknold! Jeg blev saaet, mens glade Lærker sang over grønne Banker Dagen lang; Humlen brumled dybt sin Melodi, og et Rylefløjt gled ind deri. Viben fløj om Brak og Pløjemand og slog Kryds for baade Plov og Spand. Kryds slog Bonden ogsaa over mig for at gi’ mig Helse med paa Vej. Mens i Dug jeg groede Fod for Fod, groede Sangen sammen med min Rod; den, som ydmyg lægger Øret til, hører Lærkens Triller i mit Spil. Det kan kolde Hjærner ej forstaa Jeg er Lærkesangen paa et Straa, Livets Rytme døbt i Sommerdræ, mer end Gumlekost for Øg og Fæ. Søndenvinden, o! han har mig kjær; derfor kan han aldrig la’ mig vær’, smyger sig med Hvisken til mig ind nu ved højre, nu ved venstre Kind. Naar han puster paa min gule Top, maa jeg vugge med ham ned og op, indtil alle mine Bjælder gaar, som naar gyldne Hamre sammen slaar. Juniregnen gjorde myg min Muld, Julisolen gav mig af sit Guld, Sundhed risler mig i Top og Skaft. Det er derfra Plagen har sin Kraft. Jeg er Ven med Dug og Grødevejr, Ven med Landets lyse Bøgetræer, Ven med al den danske Sæd, som gror øst for Hav som vest for Sund og Fjord. Jeg faar Solens sidste lange Blink, før den dukker ned bag gullig Brink, og naar Aftenklokken ringer Fred, staar jeg paa min Taa og ringler med. Jeg skal ringle Barnet til dets Seng, ringle Taagen op af Sump og Eng, ringle Freden over Hjemmet ind, ringle Bønnen frem i fromme Sind. Jeg er Havren. Mine Bjælder gaar over lyse Vange Aar for Aar, ringler om, hvor Sang og Kjærve gror herligt sammen paa den danske Jord. Jeppe Aakjær | Скорочений вірш данською мовою JEG ER HAVREN Jeg er havren. Jeg har bjælder på, mer end tyve, tror jeg, på hvert strå. Bonden kalder dem for mine fold. Gud velsigne ham, den bondeknold! Jeg blev sået, mens glade lærker sang over grønne banker dagen lang; humlen brumled dybt sin melodi, og et rylefløjt gled ind deri. Mens i dug jeg groede fod for fod, groede sangen sammen med min rod; den, som ydmyg lægger øret til, hører lærkens triller i mit spil. Det kan kolde hjerner ej forstå: Jeg er lærkesangen på et strå, livets rytme døbt i sommerdræ, mer end gumlekost for øg og fæ. Jeg er ven med dug og grødevejr. ven med landets lyse bøgetræer, ven med al den danske sæd, som gror øst for hav og vest for sund og fjord. Jeg får solens sidste lange blink, før den dukker ned bag gullig brink, og når aftenklokken ringer fred, står jeg på min tå og ringler med. Jeg skal ringle barnet til dets seng, ringle tågen op af sump og eng, ringle freden over hjemmet ind, ringle bønnen frem i fromme sind. Jeg er havren. Mine bjælder går over lyse vange år for år, ringler om, hvor sang og kærve gror herligt sammen på den danske jord. Højskolesangbogen (v. 3 and 6-8 are left out) |  |

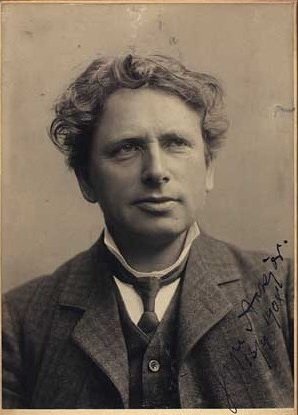
Єппе Ок'єр у 1908 році